# Марченко Ігор Савич
І́гор Са́вич Ма́рченко (1931—1997) — український  майстер народно-інструментальної оркестровки, композитор, диригент, член Спілки композиторів України.

## Життєпис
1951 року закінчив Дніпропетровське музичне училище по класу баяна, викладач В. О. Назарова, 1959-го — Київську консерваторію, по класу баяна — клас Івана Яшкевича, диригування — І. Г. Розумний, композиторський факультатив — Андрій Штогаренко.
Протягом 1957—1959 років працював у Київському культурно-освітньому, в 1959-1963-х — музичному училищах. Одночасно від 1960 року — у Національній музичній академії України. Працював викладачем, старшим викладачем (з 1973), доцентом (1977). В 1995—1997 роках — в.о. професора.
Засновник студентських колективів кафедри — капели бандуристів та оркестру баяністів-акордеоністів.
Лауреат всеукраїнських конкурсів композиторів на кращий твір для народних інструментів (1977, 1982). Є автором понад 200 партитур для оркестру народних інструментів й багатьох оркестровок для оркестру народних інструментів Укртелерадіо.
Серед творів: для оркестру народних інструментів —
- увертюра «Устим Кармалюк» (1970), сюїти
- «Олекса Довбуш» (1971),
- «Дружба» (1981), поеми
- «Степом, степом»,
- «Дніпро»,
- «Генерал Карбишев»
- 2 сюїти
- для ансамблю бандуристів — варіації на тему української народної пісні «Ніч яка місячна»
- солоспіви — «Сивина» (слова Дмитра Луценка).

Серед учнів — Марунич Володимир Іванович.